# 1660
1660 (MDCLX) fue un año bisiesto comenzado en jueves, según el calendario gregoriano.

## Acontecimientos
- 23 de febrero: Carlos XI es proclamado para ser coronado rey de Suecia.
- 4 de abril: en Londres (Inglaterra), el rey Carlos II firma la Declaración de Breda.
- 6 de mayo: Se funda la Catedral Metropolitana de Morelia en la Nueva España (hoy México).

## Nacimientos
- Melchor Pérez de Holguín, pintor barroco peruano.
- Daniel Defoe, escritor inglés, autor de Las aventuras de Robinson Crusoe.
- Johann Joseph Fux, compositor, teórico de la música y pedagogo austriaco
- Robert Gould, poeta inglés.
- José de Grimaldo, ministro español.
- Olof Rudbeck el Joven, explorador y científico sueco.
- Thomas Southerne, dramaturgo irlandés.
- 16 de abril: Hans Sloane, médico, botánico y coleccionista irlandés (f. 1753)
- 2 de mayo: Alessandro Scarlatti, compositor italiano (f. 1725)
- 29 de mayo: Sarah Churchill, duquesa inglesa (f. 1744)
- 21 de octubre: Georg Stahl, médico y químico alemán (f. 1734)
- 7 de noviembre: Johann Ferdinand Adam von Pernau, ornitólogo austríaco (f. 1731)
- 3 de diciembre: André Campra, compositor barroco francés (f. 1744)

## Fallecimientos
- 3 de enero: María Enriqueta Estuardo, duquesa francesa (n. 1631)
- 10 de febrero: Judith Leyster, pintora holandesa (n. 1609)
- 15 de marzo: Luisa de Marillac, santa católica francesa (n. 1591)
- 17 de mayo: Abraham de Fabert, mariscal francés (n. 1599)
- 29 de mayo: Frans van Schooten matemático neerlandés (n. 1615)
- 1 de junio: Mary Dyer, cuáquera inglesa considerada como la última mártir religiosa (n. 1611)
- 2 de julio: Antonio Molinari, pintor italiano (n. 1605)
- 6 de agosto: Diego de Velázquez, pintor español.
- 17 de agosto: Francesco Albani (El Albano), pintor italiano (n. 1578)
- 27 de septiembre: Vicente de Paul, religioso francés (n. 1581)
- 6 de octubre: Paul Scarron, escritor francés (n. 1610)
- 8 de noviembre: Carlos X Gustavo de Suecia, rey sueco (n. 1622)
- 1 de diciembre: Pierre d'Hozier, genealogista e historiador francés (n. 1592).

### Sin fecha
- Pieter Claesz, pintor neerlandés.
- Domingo Francisco Chimalpahin Quauhtlehuanitzin, historiador mexicano.
- Pedro García Ferrer, pintor y arquitecto español.
- Gastón de Orleans, príncipe francés.
- Antonio de León Pinelo, historiador y jurista español.
- Esteban March, pintor español.
- Mateo Núñez de Sepúlveda, pintor español.